# NGC 392
NGC 392 (również PGC 4042 lub UGC 700) – galaktyka eliptyczna (E-S0), znajdująca się w gwiazdozbiorze Ryb. Odkrył ją William Herschel 12 września 1784 roku. Prawdopodobnie jest związana grawitacyjnie z sąsiednią NGC 394.